# Бенедикт, сын Корлата
Бенедикт, сын Корлата (венг. Korlát fia Benedek; умер после 1221 года) — известный венгерский барон, дважды служившим воеводой Трансильвании (1202—1206, 1208—1209). Королевскими грамотами он был назван «дуксом» — первый, кто не является родственником королевской династии Арпадов, что указывало на его высокий социальный авторитет. Из-за отсутствия источников и одновременного присутствия нескольких баронов по имени Бенедикт в этот период возникает ряд трудностей в рисовании и определении его карьерного пути.
Есть предположения, что он идентичен Бенедикту «Антихристу» или Бенедикту «Лысому», правившим Галицким княжеством от имени венгерского монарха Андраша II в 1209—1210 и 1214—1221 годах соответственно. Этот венгерский губернатор, считая их одним лицом, также упоминается в русской и украинской историографии как Бенедикт Бор. В этой статье, независимо от того, можно ли отождествить оба, или один, или ни один из них с Бенедиктом, сыном Корлата, дополнительно также рассматривается карьера двух губернаторов Галиции на основе имеющихся данных.

## Ранняя карьера
Происхождение Бенедикта неизвестно. Его отцом был Корлат. Это имя было венгерским вариантом имени Конрад. Следовательно, историк Менихерт Эрдуйхели считал, что Бенедикт имел немецкое происхождение и мигрировал в Венгерское королевство из Священной Римской империи. Согласно этой теории, Бенедикт унаследовал свой императорский титул dux от своего отца. До начала XIX века историки ошибочно предполагали идентичность двух имен Бенедикт и Банк (Банко). Следовательно, личность Бенедикта, сына Корлата, также отождествлялась с Банком Бар-Каланом, могущественным лордом и предполагаемым вдохновителем убийства королевы Гертруды Меранской в 1213 году. В результате драматург и поэт Йожеф Катона, написавший венгерскую историческую трагедию «Банк бан» в 1819 году, назвал Банка «сыном Конрада» и смоделировал свою вымышленную жену Мелинду по образцу «красивой» придворной дамы Тоты. Согласно историку Марте Фонт, Бенедикт принадлежал к роду (клану) Бар-Калан. В конце XIX века венгерский историк Антал Пор также отождествлял Бенедикта, сына Корлата, с Банком Бар-Каланом, но его утверждение было отвергнуто несколькими современными учеными, в том числе Мором Вертнером, Дьюлой Паулером и Яношем Карачоньи. Бенедикт владел земельными угодьями в северных комитатах Задунайского края.
Вероятно, его карьера началась в последние годы правления короля Венгрии Белы III (1172—1196). Впоследствии он был доверенным лицом нового короля Имре (1196—1204), старшего сына Белы III . Предположительно, он идентичен тому Бенедикту, который, по словам историка Тамаша Кадара, служил ишпаном графства Нитра (1198 год), баном Славонии и ишпаном графства Зала (1199—1200 гг.). Напротив, другой историк Аттила Жолдос считал, что Бенедикт был изгнан из Славонии в ожесточенной политической ситуации во время борьбы между королем Имре и его младшим братом Андрашем. В этом контексте карьера этого Бенедикта не продолжилась после восшествия Андраша на венгерский престол в 1205 году. Жолдос приписал эту карьеру другому Бенедикту, который был палатином Венгрии с 1202 по 1204 год. Бенедикт, сын Корлата, был известен как воевода Трансильвании в 1202 году. Дьюла Паулер считал, что титул dux Бендикт получил после назначения на пост воеводы, а также Тамаш Кадар. Мор Вертнер считал, что его титул был предшественником тех банов Славонии, которые также назывались «герцогами» во время правления короля Венгрии Белы IV.
Около 1201 или 1202 года Бенедикт женился на Тоте, фрейлине королевы Констанции Арагонской. Она прибыла из Испании в Венгрию в составе свиты королевы, ставшей женой короля Имре в 1198 году. По просьбе Бенедикта король дал разрешение воеводе даровать ему два своих поселения, Байот в графстве Эстергом и Надьмартон/Мартинсдорф в графстве Шопрон (сегодня в Бургенланде, Австрия, под нынешним названием Маттерсбург) в качестве утреннего подарка или приданого. Помимо разрешения Имре, королеве Констанции Арагонской удалось добиться от короля освобождения земли Нагимартон от королевских налогов. Это также самый ранний дошедший до нас брачный договор дворянина в Венгрии. Старшие братья Тоты, Симон и Бертран (Бертрам), последовали за своей сестрой в Венгрию во время правления Андраша II (1205—1235). Дворянская семья Надьмартони (также известная как Бахоти, а позже Фракнои), которая разбогатела на двух владениях Бенедикта в Задунайском крае, произошла от Симона и процветала до первой половины XV века. У Бенедикта и Тоты не было детей. Тору Сенга предложил Бенедикту принять почетный титул дукса после этого брака.

## Доверенное лицо Андраша II
Бенедикт сохранил свое влияние и достоинство воеводы даже после того, как Андраш II взошёл на венгерский престол в 1205 году. Тамас Кадар считал, что Бенедикт присягнул Андрашу уже в 1204 году, за несколько месяцев до смерти Имре, и поддержал устремления герцога против баронской партии, сторонников Имре, во время номинального правления ребёнка Ласло III. Он служил как воевода Трансильвании с 1202 по 1206 год, когда его сменил Смарагд. Согласно словацкому историку Анжелике Геруковой, вполне возможно, что Бенедикт идентичен тому дворянину-тезке, который служил ишпаном комитатов Бодрог (1205 г.), Шопрон (1206—1208 гг.), Уйвар (1209 г.) и Унг (1214). Первоначально Жолдос, напротив, различал двух дворян, учитывая причастность Бенедикта, сына Корлата, к заговору против Андраша II в 1209 году. Позже он изменил свою точку зрения, приняв идентификацию в отношении карьеры Бенедикта.
Бенедикт снова служил воеводой Трансильвании с 1208 по 1209 год. Согласно последующей королевской хартии Андраша II от 1223 года, территория Керкского аббатства (современная Карца, Румыния) ранее была передана цистерцианцам магистром Гоцелином через «нашего верного и любимого Бенедикта, бывшего воеводу». Кадар выразил сомнения относительно того, что этот второй срок также может быть связан с Бенедиктом, сыном Корлата, из-за вышеупомянутой хартии от 1223 года, где король назвал одного бывшего воеводу Бенедикта своим «верным» сторонником, что в отличие от заявление двумя годами ранее, в котором упоминается его изгнание.

## «Антихрист»
Во время своего правления Андраш II сильно интересовался внутренними делами соседнего Галицкого княжества. Свой первый поход на отвоевание Галича он предпринял в 1205 или 1206 году . Воспользовавшись конфликтом между князем Романом II Игоревичем и его боярами, Андраш направил в Галич войска под командованием некоего Бенедикта, который взял в плен Романа Игоревича и занял княжество в 1208 или 1209 году. Бенедикт отправил князя Романа Игоревича в плен в Венгрию. Вместо того, чтобы назначить нового князя, Андраш сделал Бенедикта наместником Галича. Бенедикт «истязал бояр и пристрастился к разврату», согласно Галицко-Волынской летописи. Бенедикт намеревался включить Православную церковь Галиции в церковную структуру Венгрии. Галицкие бояре предложили престол Мстиславу Мстиславичу, князю Новгородскому, если он сможет свергнуть Бенедикта. Мстислав Мстиславич вторгся в Галицкое княжество но не смог победить венгерского наместника Бенедикта. Роман Игоревич примирился со своим братом Владимиром Игоревичем в начале 1209 или 1210 года. Их объединённые силы разбили армию Бенедикта, изгнав венгров из Галича.
Этого Бенедикта Галицко-Волынская летопись часто называла «Антихристом» из-за деспотического характера его правления в Галиче. Этим проклятием летописец назвал Бенедикта через слова Тимофея, жертвы его пыток. В русской летописной традиции «Антихрист» был ярлыком, которым обозначали того, кто использовал свою политическую власть против «Бога и верных». Советский историк А. И. Хенсорский утверждал, что Бенедикт в глазах русов действительно был Антихристом, о числовом значении имени последнего в его греческом произношении (Бенедиктос): число 666 было суммой общего числа тонов в его имя.
Несколько историков отождествили этого губернатора с Бенедиктом, сыном Корлата. Историк Дьюла Паулер был первым, кто сделал это и датировал события между 1208 и 1209 годами. Балинт Хоман принял это соображение и заявил, что воевода Бенедикт управлял Галицким княжеством, носящим титул dux. Дьюла Кристо также разделял эту точку зрения в своих ранних работах. Первоначально Аттила Жолдос, основываясь на работе Антала Ходынки, который не изменил неправильную хронологию Галицко-Волынской хроники в своем венгерском переводе, утверждал, что Бенедикт, сын Корлата, управлял княжеством между 1206 и 1208 годами, и получил его титул dux из этого статуса. Основываясь на дальнейших исследованиях, он позже изменил свою точку зрения: он утверждал, что Бенедикт, сын Корлата, был губернатором на рубеже 1210 и 1211 годов, и поставил под сомнение его роль в восстании 1209 года. Вместо этого он взял на себя свою роль в восстании 1214 года против Андраша II, когда некоторые бароны заставили короля короновать его старшего сына Белу. По данным украинского историка Виталия Нагирного, венгерский поход на Галич произошёл в конце 1209 года, и Бенедикт правил провинцией до возвращения Романа II и Владимира III Игоревичей в первой половине 1210 года (ранее Михаил Грушевский ставил датой венгерского правления 1210—1211 гг.). Марта Фонт утверждала, что венгерское правление Галичем в этом отношении продолжалось со второй половины 1210 года до первой половины 1211 года. Фонт также предполагал связь между ролью Бенедикта в Галиче и его титулом dux. Словацкий историк Марек Клати, принявший утверждение о том, что Бенедикт, сын Корлата, участвовал в восстании 1209 года против короля Андраша II, считал, что вскоре был помилован королем и мог возглавить венгерский отряд против князя Романа Игоревича во второй половине 1210 года. Он утверждал, что его титул (dux) относится к его роли военного генерала в войне за Галич.
Другие историки отказывались или подвергали сомнению идентификацию, например Тору Сенга, который также признал участие Бенедикта, сына Корлата, в восстании против Андрашая II в 1209 году. Он отождествлял «антихриста» с этим Бенедиктом, который в 1209 году был назван ишпаном округа Уйвар. Королевский поход на Галич имел место осенью 1210 года, и этот Бенедикт, по его словам, был наместником до весны 1211 года. Марта Фонт немного приняла теорию Сенги относительно различия между «Антихристом» и Бенедиктом, сыном Корлата.

## «Лысый»
Венгерский король Андраш II поставил своего второго сына малолетнего Коломана правителем (князем, затем королем) Галиции в 1214 году. Согласно Галицко-Волынской летописи, для управления княжество от его имени. По данным очерков советского историка В. Т. Пашуто, Бенедикт исполнял обязанности начальника венгерского гарнизона в Галиче. Среди прочих Деметриус Аба и Файл Шеретвай также входили в состав венгерского контингента. После вторжения князя новгородского Мстислава Мстиславича Удатного в Галич в 1219 году при содействии краковского князя Лешека Белого, Коломан и его свита, включая Бенедикта, были вынуждены бежать в Венгрию.
Советский историк В. Т. Пашуто и украинский историк Михаил Грушевский отождествляли этого губернатора с Бенедиктом, сыном Корлата. Тору Сенга утверждал, что этот Бенедикт «Лысый» может быть идентичен Бенедикту, сыну Самуда, который впервые появляется в современных документах в Венгрии с 1210-х годов. Историк сослался также на хартию вице-палатина Готарда от 1264 года, в которой упоминается некий Бенедикт «Лысый» из рода (клана) Апк.

## Вопрос об их личности
Русская и украинская историография — например, Владимир Пашуто и Михаил Грушевский — считают двух губернаторов по имени Бенедикт («Антихрист» и «Лысый») одним человеком и обычно называют его «Бенедикт (или Бенедикт) Бор», хотя этот эпитет («бор» — «вино») не входит в современные источники. Историк Тору Сенга обнаружил, что это может быть связано с ошибкой, допущенной русским историком XIX века Сергеем Соловьевым, который, основываясь на работе Иоганна Христиана фон Энгеля, ошибочно отождествил Бенедикта с палатином Банком Бар-Каланом, который участвовал в убийство королевы Гертруды Меранской в 1213 году. Многие польские историки также считают двух Бенедиктов одним и тем же человеком. Словацкие историки Наташа Прохазкова и Марек Клати также разделяли это мнение. Последний также связал этого человека с Бенедиктом, сыном Корлата. Тору Сенга также предполагал идентичность между двумя губернаторами, но отверг отождествление с Бенедиктом, сыном Корлата. Он утверждал, что этот гипотетический Бенедикт служил губернатором с 1210 по 1211 год, затем в 1214 году был ишпаном графства Унг, который пролегал по пути в Галич, прежде чем вернуться в княжество в составе сопровождения князя Коломана.
Дьюла Паулер различал этих двух человек и называл второго губернатора просто Бенедиктом «Лысым». Польский историк Бронислав Влодарский следовал тому же методу, утверждая, что воевода Бенедикт, сын Корлата (первого губернатора), умер уже в 1209 году. Тамаш Кадар утверждал, отвергая отождествление между двумя лицами, что Галицко-Волынская летопись стилизует второй только эпитетом «Лысый», который он может использовать для отличия. Марта Фонт согласилась с замечаниями Влодарского. Аттила Жолдос также отверг отождествление двух правителей.

## Изгнание
Бенедикт внезапно исчез из венгерских источников в первой половине 1209 года. Ещё в том же году его сменил на посту воеводы Михаил Качич. Королевская грамота Андраша II от 1221 года повествует, что герцог Бенедикт был сослан и конфискован все его имения. Согласно интерпретации историка Мора Вертнера, Бенедикт участвовал в заговоре против Андраша II в 1209—1210 годах, который был направлен на низложение короля и замену его одним из сыновей изгнанного принца Гезы из Византийской империи. Заговор провалился, когда посланные участниками в Византию посланники были схвачены в Спалато. Бенедикт был приговорен к ссылке и конфискации имущества, по грамоте от 1221 года он бежал за границу.
Его жена Тота осталась в Венгрии, несмотря на его изгнание и позор, и продолжала принадлежать королевскому двору. Она верно служила Иоланде Куртене, второй жене Андраша II с 1215 года . В вышеупомянутой хартии (1221) Андраш II вернул Тоте конфискованные земли Бенедикта в знак признания её заслуг. Бенедикт был ещё жив, когда выдали диплом, но так и не вернулся в Венгрию. Тота умерла между 1221 и 1230 годами. Её владения — Байот и Надьмартон — унаследовал её брат Симон, который, однако, был вынужден доказывать законность своего права собственности во время судебного процесса в 1230 году.